# Matías Gastón Castro
Matías Gastón Castro (Neuquén, Argentina; 18 de diciembre de 1991) es un futbolista argentino de ascendencia chilena. Juega como delantero y su primer equipo fue la C.A.I. de Comodoro Rivadavia. Actualmente se encuentra en Sancataldese de la Serie D de Italia.

## Trayectoria
Se destacó desde muy joven en Asociación Civil, Deportiva y Cultural Patagonia de Neuquén, pasando luego a la C.A.I. de Comodoro Rivadavia, equipo con el que debutó en la Primera B Nacional con apenas 16 años.
Luego de cinco temporadas en el equipo comodorense, arribó a El Porvenir, en el cual tuvo un breve paso. Posteriormente se incorporó a Cambaceres, donde fue goleador y premiado por AFA como el mejor jugador de la Primera C al marcar 17 goles en esa temporada, siendo el máximo goleador del campeonato.
Luego de su buen paso por el fútbol de ascenso, tuvo su primera experiencia en el exterior al fichar por Danubio de Uruguay, club donde jugaría una temporada y marcaría 11 goles. A mediados de 2015 regresó a Argentina para sumarse a Unión de Santa Fe, donde hizo su debut en la Primera División pero su rendimiento no fue convincente, por lo que a los seis meses rescindió su vínculo.
A partir de ahí siguió su carrera en el extranjero y se convirtió en un trotamundos del fútbol: Unión La Calera de Chile, Villa Española de Uruguay, San Marcos de Arica nuevamente en Chile y dos etapas en Xanthi de Grecia, con un paso intermedio por Montevideo Wanderers de Uruguay. Posteriormente regresó a Grecia para jugar en Ionikos, donde se consagró campeón de la Segunda Superliga y además fue el goleador del campeonato.
En 2023 firmó para Sportivo Luqueño para jugar en la Primera División de Paraguay.
En enero de 2024, firmó por un año en Gimnasia y Esgrima de Mendoza para afrontar la temporada 2024 de la Primera Nacional.

## Estadísticas
- Actualizado al 13 de junio de 2025

| Club                           | Div.                | Temporada           | Liga  | Liga  | Copa nacional | Copa nacional | Copa internacional | Copa internacional | Total | Total | Media goleadora |
| Club                           | Div.                | Temporada           | Part. | Goles | Part.         | Goles         | Part.              | Goles              | Part. | Goles | Media goleadora |
| ------------------------------ | ------------------- | ------------------- | ----- | ----- | ------------- | ------------- | ------------------ | ------------------ | ----- | ----- | --------------- |
| C.A.I. Argentina               | 2.ª                 | 2007/08             | 2     | 0     | —             | —             | —                  | —                  | 2     | 0     | 0.00            |
| C.A.I. Argentina               | 2.ª                 | 2008/09             | 0     | 0     | —             | —             | —                  | —                  | 0     | 0     | 0.00            |
| C.A.I. Argentina               | 2.ª                 | 2009/10             | 7     | 0     | —             | —             | —                  | —                  | 7     | 0     | 0.00            |
| C.A.I. Argentina               | 2.ª                 | 2010/11             | 7     | 2     | —             | —             | —                  | —                  | 7     | 2     | 0.29            |
| C.A.I. Argentina               | 3.ª                 | 2011/12             | 22    | 3     | —             | —             | —                  | —                  | 22    | 3     | 0.14            |
| C.A.I. Argentina               | Total               | Total               | 38    | 5     | 0             | 0             | 0                  | 0                  | 38    | 5     | 0.13            |
| El Porvenir Argentina          | 4.ª                 | 2012/13             | 31    | 2     | 1             | 0             | —                  | —                  | 32    | 2     | 0.06            |
| El Porvenir Argentina          | Total               | Total               | 31    | 2     | 1             | 0             | 0                  | 0                  | 32    | 2     | 0.06            |
| Cambaceres Argentina           | 4.ª                 | 2013/14             | 37    | 17    | 3             | 2             | —                  | —                  | 40    | 19    | 0.48            |
| Cambaceres Argentina           | Total               | Total               | 37    | 17    | 3             | 2             | 0                  | 0                  | 40    | 19    | 0.48            |
| Danubio · Uruguay              | 1.ª                 | 2014/15             | 27    | 9     | —             | —             | 8                  | 2                  | 35    | 11    | 0.31            |
| Danubio · Uruguay              | Total               | Total               | 27    | 9     | 0             | 0             | 8                  | 2                  | 35    | 11    | 0.31            |
| Unión Argentina                | 1.ª                 | 2015                | 5     | 0     | —             | —             | —                  | —                  | 5     | 0     | 0.00            |
| Unión Argentina                | Total               | Total               | 5     | 0     | 0             | 0             | 0                  | 0                  | 5     | 0     | 0.00            |
| Unión La Calera · Chile        | 1.ª                 | 2016                | 5     | 1     | —             | —             | —                  | —                  | 5     | 1     | 0.20            |
| Unión La Calera · Chile        | Total               | Total               | 5     | 1     | 0             | 0             | 0                  | 0                  | 5     | 1     | 0.20            |
| Villa Española · Uruguay       | 1.ª                 | 2016                | 9     | 0     | —             | —             | —                  | —                  | 9     | 0     | 0.00            |
| Villa Española · Uruguay       | Total               | Total               | 9     | 0     | 0             | 0             | 0                  | 0                  | 9     | 0     | 0.00            |
| San Marcos (A) · Chile         | 2.ª                 | 2016/17             | 11    | 4     | —             | —             | —                  | —                  | 11    | 4     | 0.36            |
| San Marcos (A) · Chile         | Total               | Total               | 11    | 4     | 0             | 0             | 0                  | 0                  | 11    | 4     | 0.36            |
| Xanthi · Grecia                | 1.ª                 | 2017/18             | 17    | 3     | 5             | 2             | —                  | —                  | 22    | 5     | 0.23            |
| Xanthi · Grecia                | 1.ª                 | 2018/19             | 22    | 5     | 5             | 0             | —                  | —                  | 27    | 5     | 0.19            |
| Xanthi · Grecia                | 1.ª                 | 2019/20             | 14    | 1     | 2             | 0             | —                  | —                  | 16    | 1     | 0.06            |
| Xanthi · Grecia                | Total               | Total               | 53    | 9     | 12            | 2             | 0                  | 0                  | 65    | 11    | 0.17            |
| Montevideo Wanderers · Uruguay | 1.ª                 | 2019                | 15    | 5     | —             | —             | —                  | —                  | 15    | 5     | 0.33            |
| Montevideo Wanderers · Uruguay | 1.ª                 | 2022                | 10    | 1     | 0             | 0             | —                  | —                  | 10    | 1     | 0.10            |
| Montevideo Wanderers · Uruguay | Total               | Total               | 25    | 6     | 0             | 0             | 0                  | 0                  | 25    | 6     | 0.24            |
| Ionikos · Grecia               | 2.ª                 | 2020/21             | 27    | 15    | —             | —             | —                  | —                  | 27    | 15    | 0.56            |
| Ionikos · Grecia               | Total               | Total               | 27    | 15    | 0             | 0             | 0                  | 0                  | 27    | 15    | 0.56            |
| Santa Fe · Colombia            | 1.ª                 | 2021                | 11    | 2     | 4             | 0             | —                  | —                  | 15    | 2     | 0.13            |
| Santa Fe · Colombia            | Total               | Total               | 11    | 2     | 4             | 0             | 0                  | 0                  | 15    | 2     | 0.13            |
| Al-Wehdat Jordania             | 1.ª                 | 2022                | —     | —     | —             | —             | 2                  | 0                  | 2     | 0     | 0.00            |
| Al-Wehdat Jordania             | Total               | Total               | 0     | 0     | 0             | 0             | 2                  | 0                  | 2     | 0     | 0.00            |
| Sportivo Luqueño Paraguay      | 1.ª                 | 2023                | 25    | 2     | 2             | 2             | —                  | —                  | 27    | 4     | 0.15            |
| Sportivo Luqueño Paraguay      | Total               | Total               | 25    | 2     | 2             | 2             | 0                  | 0                  | 27    | 4     | 0.15            |
| Gimnasia (M) Argentina         | 2.ª                 | 2024                | 7     | 1     | 1             | 0             | —                  | —                  | 8     | 1     | 0.13            |
| Gimnasia (M) Argentina         | Total               | Total               | 7     | 1     | 1             | 0             | 0                  | 0                  | 8     | 1     | 0.13            |
| Deportivo Morón Argentina      | 2.ª                 | 2024                | 13    | 0     | —             | —             | —                  | —                  | 13    | 0     | 0.00            |
| Deportivo Morón Argentina      | Total               | Total               | 13    | 0     | 0             | 0             | 0                  | 0                  | 13    | 0     | 0.00            |
| Atlético Rafaela Argentina     | 3.ª                 | 2025                | 13    | 2     | —             | —             | —                  | —                  | 13    | 2     | 0.15            |
| Atlético Rafaela Argentina     | Total               | Total               | 13    | 2     | 0             | 0             | 0                  | 0                  | 13    | 2     | 0.15            |
| Sancataldese · Italia          | 4.ª                 | 2025/26             | 0     | 0     | —             | —             | —                  | —                  | 0     | 0     | 0.00            |
| Sancataldese · Italia          | Total               | Total               | 0     | 0     | 0             | 0             | 0                  | 0                  | 0     | 0     | 0.00            |
| Total en su carrera            | Total en su carrera | Total en su carrera | 337   | 75    | 23            | 6             | 10                 | 2                  | 370   | 83    | 0.22            |

## Palmarés

### Campeonatos nacionales
| Título                | Club                   | País     | Año  |
| --------------------- | ---------------------- | -------- | ---- |
| Segunda Superliga     | Ionikos                | Grecia   | 2021 |
| Superliga de Colombia | Independiente Santa Fe | Colombia | 2021 |

### Distinciones individuales
| Distinción                                  | Año  |
| ------------------------------------------- | ---- |
| Goleador de la Primera C (17 goles)         | 2014 |
| Goleador de la Segunda Superliga (15 goles) | 2021 |